# Pachysphinx modesta
Pachysphinx modesta ist ein Schmetterling (Nachtfalter) aus der Familie der Schwärmer (Sphingidae).

## Merkmale

### Falter
Die Falter haben eine Vorderflügellänge von 43 bis 60 Millimetern. Sie haben Ähnlichkeit mit der etwas größeren Pachysphinx occidentalis. Beide Arten haben gewellte Außenränder an den Vorderflügeln, eine kontrastierende dunkle Färbung am Medialbereich der Vorderflügel und rötliche Hinterflügel mit einer auffälligen blauen Zeichnung im Analwinkel. Die Grundfarbe von Pachysphinx modesta ist mehr mausgrau, wohingegen Pachysphinx occidentalis viel heller gelblich braun gefärbt ist. Die blaue Zeichnung auf den Hinterflügeln ist bei Pachysphinx modesta teilweise durch ein schwarzes Dreieck überdeckt. Bei Pachysphinx occidentalis ist diese Zeichnung viel heller und durch zwei schwarze Linien geteilt. Die Färbung der Falter ist variabel. Die meisten Individuen aus dem Nordosten der Vereinigten Staaten und der Region um die Großen Seen haben sehr dunkelgraue Vorderflügel, bei denen die kontrastierende Musterung stark zurückgebildet ist. Regional können Variationen in der Färbung auftreten, wie insbesondere im Westen und Süden des Verbreitungsgebietes der Art.

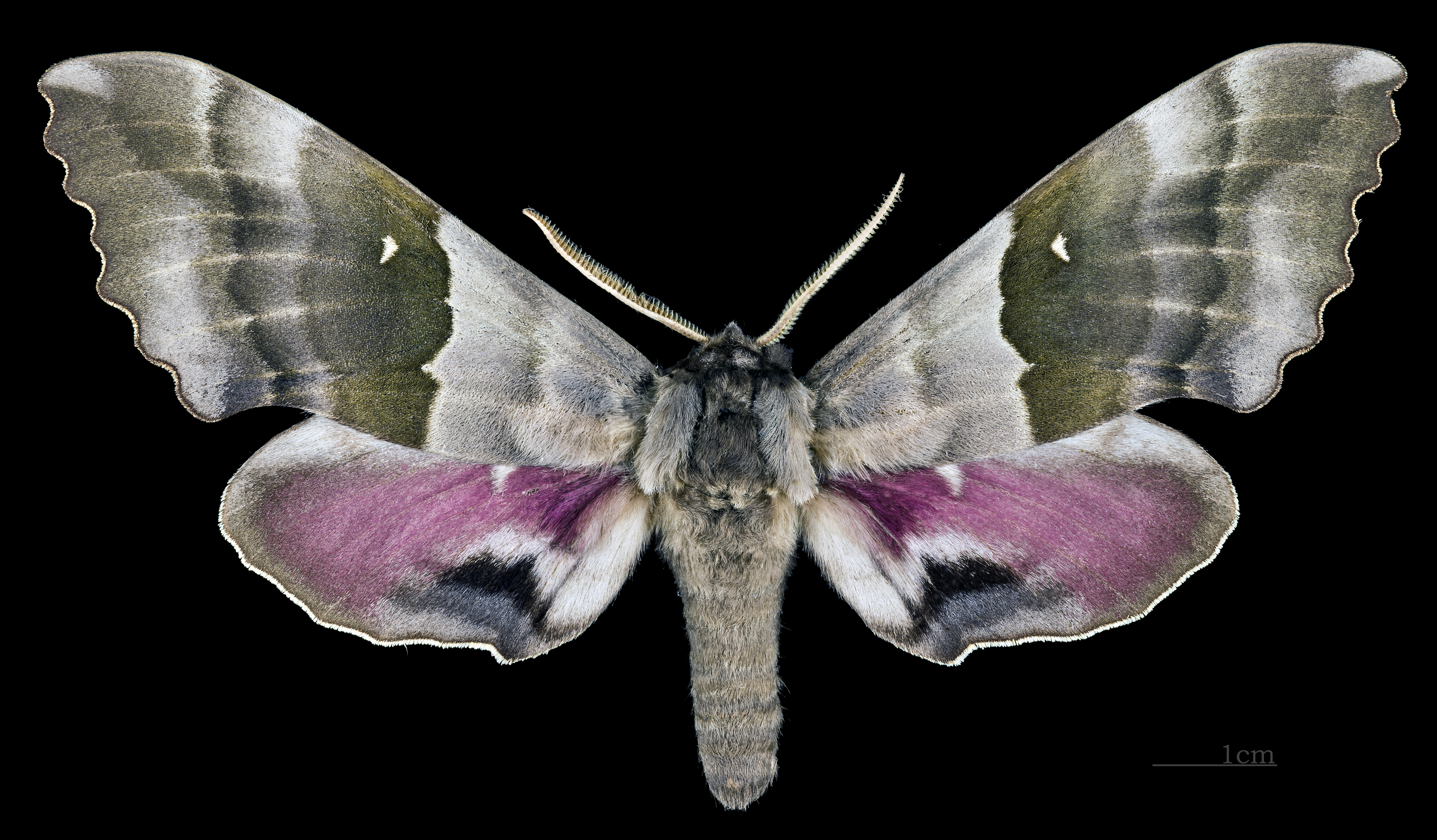
Pachysphinx modesta männlich Dorsalansicht
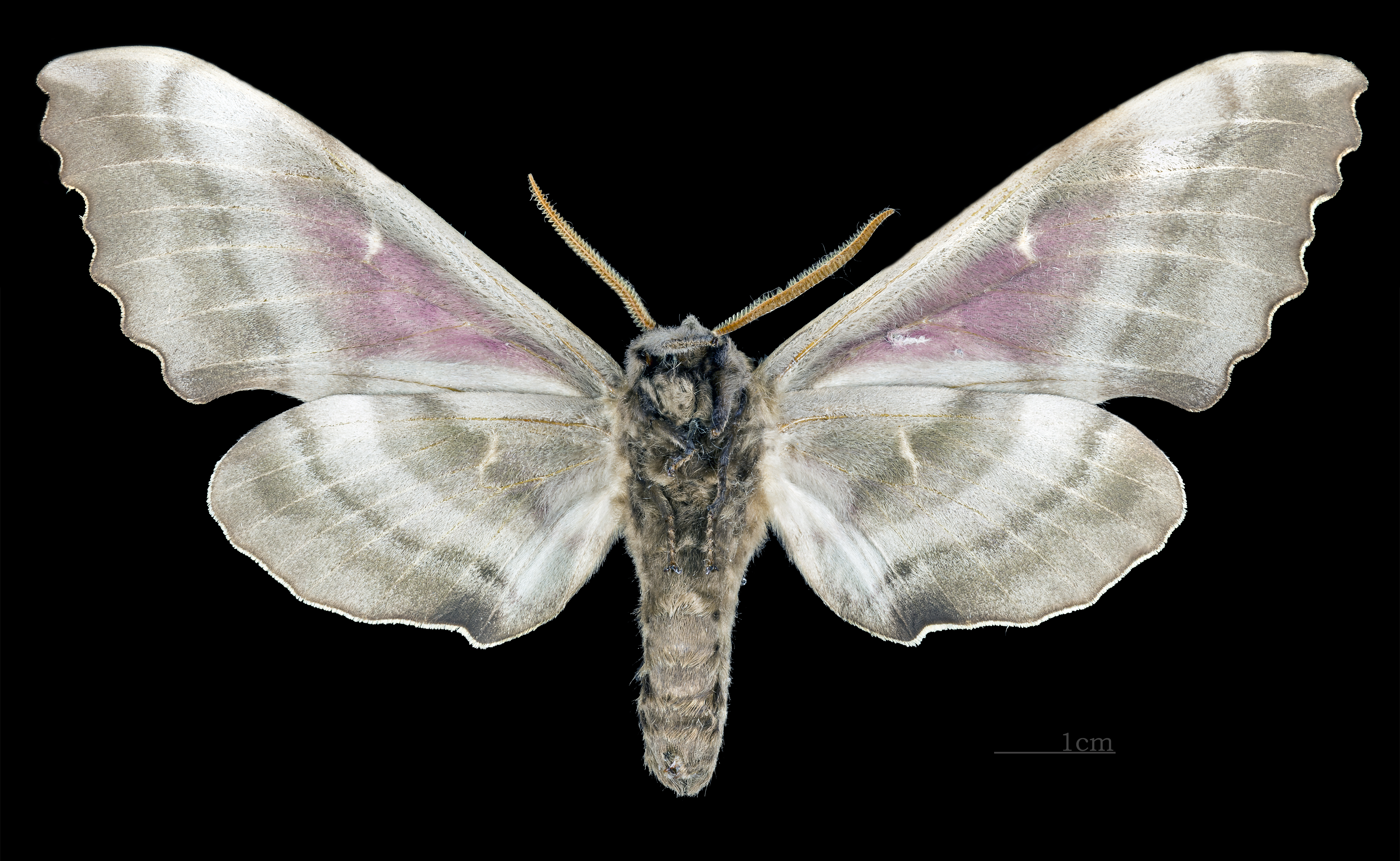
Pachysphinx modesta männlich △ Ventralansicht
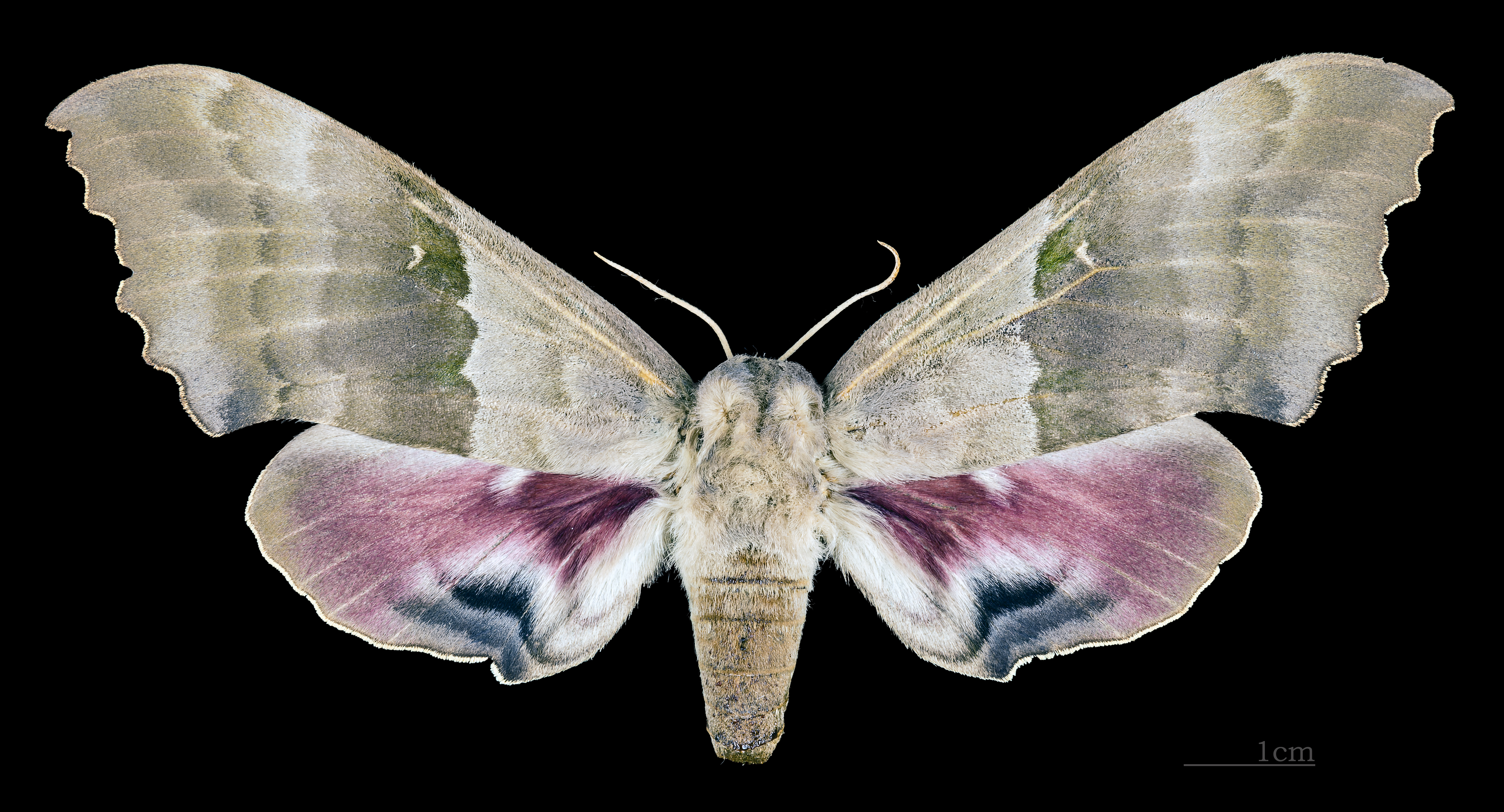
Pachysphinx modesta weiblich Dorsalansicht
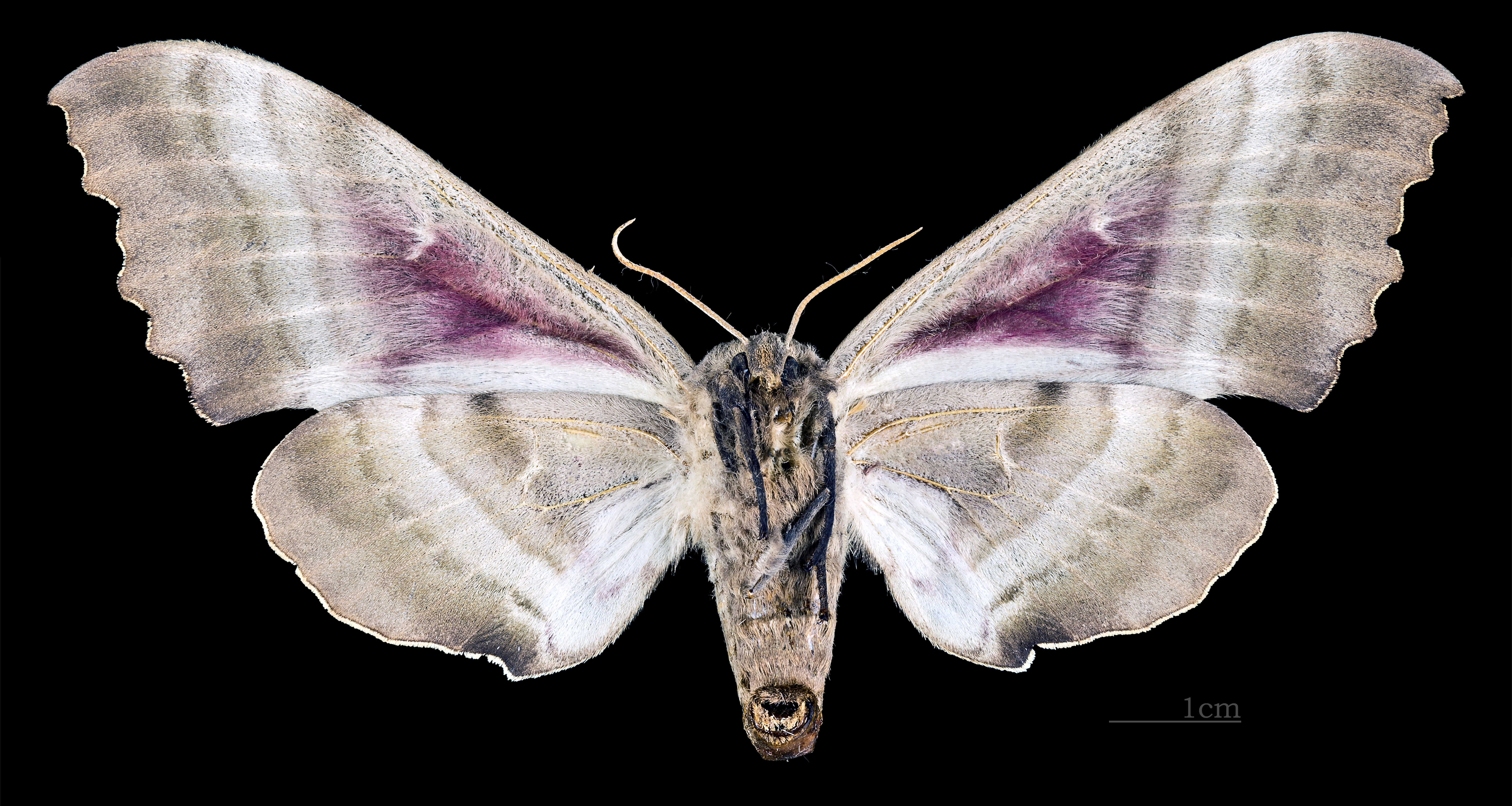
Pachysphinx modesta weiblich △ Ventralansicht

### Raupe
Die Raupen von Pachysphinx modesta können von denen von Pachysphinx occidentalis durch zwei recht einheitliche Merkmale unterschieden werden. Im letzten Stadium sind die Raupen von Pachysphinx modesta mit kleinen, weißen Setae bedeckt, die der ähnlichen Art fehlen. Außerdem ist das Analhorn von Pachysphinx occidentalis mindestens doppelt so lang wie bei Pachysphinx modesta.

### Puppe
Die Puppe ist kastanienbraun bis nahezu schwarz gefärbt. Sie ist verhältnismäßig groß und hat eine leicht granulierte Oberfläche. Der Saugrüssel ist mit dem Körper verwachsen. Der Kremaster ist ziemlich kurz, breit und hat eine abgestumpfte Spitze.

### Ei
Die Eier haben Ähnlichkeit mit denen der Pfauenspinner (Saturniidae) und sind groß, rund und etwas abgeflacht. Sie sind anfangs graugrün mit einer rosa Tönung, verfärben sich aber mit Entwicklung der Raupe mehr grün.

## Vorkommen
Die Art ist in weiten Teilen Nordamerikas verbreitet. Sie ist in der Region um die Großen Seen in den USA und in Kanada häufig. Im Osten tritt die Art nördlich bis Prince Edward Island, Nova Scotia, in den Großteil Quebecs und Neufundlands und in Ontario auf. Zwar existieren Nachweise südlich bis Florida und Texas, die Art ist im Süden jedoch viel seltener. Dennoch tritt sie in Victoria County (Texas) ziemlich häufig auf. Im Westen Kanadas ist die Art nördlich bis The Pas in Manitoba, Jan Lake in Saskatchewan, Gregoire Lake, Alberta und im südlichen British Columbia nachgewiesen. Im östlichen Washington und Oregon und entlang der östlichen Ausläufer der Rocky Mountains in Colorado und Utah kann die Art häufig sein.
Die Tiere sind im Osten und Norden ihres Verbreitungsgebietes weit verbreitet, da ihre Nahrungspflanzen ebenso weit verbreitet sind. Weiter im Westen ist die Art auf die Ufer von Gewässern beschränkt.

## Lebensweise
Die Falter fliegen nachts häufig künstliche Lichtquellen an. Weibchen reagieren bereits kurz nach der Dämmerung, Männchen sind vor allem kurz vor Mitternacht aktiv. Der Saugrüssel ist sehr kurz und die Kopfmuskulatur, die zum Saugen benötigt würde, ist nur schwach entwickelt. Die Falter nehmen deswegen vermutlich keine Nahrung auf. Pachysphinx modesta fliegt in weiten Teilen ihres Verbreitungsgebietes von Ende Mai bis Anfang Juli. Im Norden tritt eine Generation pro Jahr auf, ab Missouri und weiter südlich gibt es offenbar zwei Generationen pro Jahr.

### Nahrung der Raupen
Die Raupen ernähren sich von einer Vielzahl verschiedener Arten von Weidengewächsen (Salicaceae), lokal können einzelne Populationen jedoch bestimmte Pflanzenarten bevorzugen. Zwar wurden in der Literatur lange Zeit Weiden (Salix) als wichtige Nahrungspflanzen genannt, die Aufzucht damit scheint jedoch zumindest bei Raupen aus manchen Gebieten nicht zu gelingen. Pappeln (Populus) scheinen stattdessen viel häufiger akzeptiert zu werden.

## Entwicklung
Die Weibchen legen ihre Eier in kleinen Gruppen zu drei bis zehn Stück ab. Nach etwa einer Woche schlüpfen die Raupen. Manche Raupen fressen die Eischale nach dem Schlupf. Sie verteilen sich rasch und leben dann als Einzelgänger. Sie ruhen während aller Stadien entlang der Mittelrippe der Blätter ihrer Nahrungspflanzen. Sie klammern sich dabei meist nur mit den letzten beiden Bauchbeinen fest und zeigen die für Schwärmer typische Abwehrhaltung mit aufgerichteten vorderem Körperteil. Die Verpuppung erfolgt in einer Kammer, einige Zentimeter tief im Erdboden.

## Belege